# Сышуй
Сышу́й (кит. упр. 泗水, пиньинь Sìshuǐ) — уезд городского округа Цзинин провинции Шаньдун (КНР). Уезд назван по реке Сышуй.

## История
При империи Западная Хань здесь был создан уезд Бяньсянь (卞县). При империи Суй в 591 году он был переименован в Сышуй.
В 1950 году был образован Специальный район Тайань (泰安专区), и уезд Сышуй вошёл в его состав. В 1956 году уезд был передан в состав Специального района Цзинин (济宁专区). В 1967 году Специальный район Цзинин был переименован в Округ Цзинин (济宁地区). 30 августа 1983 года постановлением Госсовета КНР округ Цзинин был преобразован в городской округ Цзинин.

## Административное деление
Уезд делится на 2 уличных комитета, 10 посёлков и 1 волость.